# Redécoupage des circonscriptions législatives françaises de 1958
Le redécoupage des circonscriptions législatives françaises de 1958 est le dixième découpage électoral des circonscriptions législatives françaises. Premier découpage depuis le Second Empire à supprimer toute référence à l'arrondissement, il est utilisé presque sans modification pour les sept élections suivantes (1958, 1962, 1967, 1968, 1973, 1978 et 1981).
Le département français reste la base du découpage, avec un minimum de deux députés en métropole. Seules 13,3% des circonscriptions existant en 1936 sont conservées. Le nombre de circonscriptions métropolitaines passe de 465 en 1958 à 474 en 1981 ; l'Outre-mer en compte 17, sauf en 1958, avant la décolonisation de l'empire colonial, où elles sont encore 87.
Ce découpage disparaît à l'instigation de François Mitterrand avec la loi du 10 juillet 1985 qui rétablit le scrutin proportionnel départemental. Le scrutin uninominal majoritaire est rétabli dès l'année suivante par la nouvelle majorité de droite, qui effectue un onzième découpage.

## Contexte
Le précédent redécoupage a eu lieu en 1927, sous la troisième République. Ensuite, l'instabilité de la Quatrième République conduit le général de Gaulle et ses proches à abandonner le scrutin proportionnel plurinominal pour privilégier un retour au scrutin uninominal majoritaire à deux tours pour la Cinquième République, bien qu'il ne soit pas fait directement allusion au mode de scrutin dans la Constitution.